# Kim Soo-young
Kim Soo-young – południowokoreański zapaśnik w stylu klasycznym. Srebrny medalista mistrzostw Azji w 1992 roku.